# 富大龙
富大龙（1976年3月1日—），本姓富察，字山，号天水生、枕云子，甘肃秦安人，中国内地男演员，北京电影学院94级表演系毕业（1998年以全班第一的成绩毕业）。8岁起开始接触电影，后拍摄过多部影视剧，获得过诸多奖项。另外，富大龙在文学创作上也颇有建树，出版过一些书籍。

## 生平
富大龙从小学习成绩优秀，在中小学期间多次受到嘉奖。8岁时就上演了自己大银幕处女作《中彩》，其后又在《少年彭德怀》出演彭德怀（童年），这部影片获得第六届中国电影金鸡奖“最佳儿童片奖”和第二届中国电影童牛奖“优秀故事片奖”，他本人获得第二届中国电影童牛奖“优秀表演奖”。
富大龙与导演冯小宁有多次合作，他的电影代表作《战争子午线》和《紫日》均出自冯导之手。

## 個人生活
2007年，富大龙经一位化妆师介绍认识了女演员饶敏莉，2008年二人相恋。2010年6月，富大龙向记者透露二人已于年初正式结婚。
2022年2月18日，富大龍宣布和結婚12年的女星饒敏莉離婚，兩人發出共同聲明，寫下經過雙方友好溝通後做出了這個選擇，未來互相真心祝福。

## 影视

### 电影
| 年份   | 剧名             | 角色名 | 备注 |
| 1984年 | 《中彩》         | 小五   |      |
| 1986年 | 《少年彭德怀》   | 彭德怀 |      |
| 1986年 | 《小骑兵历险记》 | 小骑兵 |      |
| 1990年 | 《战争子午线》   | 老兵   |      |
| 1993年 | 《夏日历险》     | 大侠   |      |
| 1996年 | 《故园秋色》     | 小安   |      |
| 2000年 | 《紫日》         | 杨玉福 |      |
| 2000年 | 《监狱大转移》   |        |      |
| 2002年 | 《不做后悔事》   | 虎子   |      |
| 2006年 | 《天狗》         | 李天狗 |      |
| 2006年 | 《茶色生香》     | 宋大雄 |      |
| 2019年 | 《进京城》       | 岳九   |      |
| 2023年 | 《毒蜂》         | 段成   |      |

### 电视剧
- 1996年《寇老西儿》 飾：寇安
- 1998年 《风云密支那》 饰：渣达
- 1999年 《衙门口》 饰：曹文璜
- 2000年《少年包青天》 饰：六子
- 2002年 《隐姓埋名》 饰：姜全
- 2003年 《归途如虹》 饰：靳大为
- 2004年 《烽火少年》 饰：叶排长
- 2005年《我是农民》饰：唐大年
- 2007年 《陆军特战队》 饰：陶虎
- 2007年 《同年同月同日生》 饰：贺紫垣
- 2008年 《罪爱》 饰：吴天昊
- 2009年《走西口》飾：梁滿囤
- 2009年 《望族》 饰：石锦麟
- 2009年 《今生欠你一个拥抱》 饰：吴大龙
- 2010年《神探狄仁傑前傳》飾：狄仁傑
- 2011年《新京城四少》 飾：鐵蛋
- 2012年《洪武大案》 飾：駙馬歐陽倫
- 2012年《密战峨眉》 饰：叶钊
- 2012年《家住南三条》饰：汪子翰
- 2012年《大秦帝國之縱橫》飾：秦惠文王嬴駟
- 2013年《隋唐演義》飾：隋煬帝楊廣
- 2015年《台儿庄往事》饰：萧换牙
- 2015年《破阵》飾：龙火
- 2016年《骡子和金子》飾：骡子/云中飞
- 2017年《大秦帝国之崛起》飾：秦惠文王
- 2018年《远大前程》饰：严华
- 2018年《浴血三兄弟》饰 ：齐飞云 (2014年拍攝)
- 2018年《苏茉儿传奇》饰：皇太极
- 2019年《一碗沧桑》饰：马世杰
- 2019年《归鸿》饰：郑彬
- 未播出《大唐诗圣》[3]飾：杜甫(2013年拍攝)
- 2020年《东四牌楼东》饰：哈岚
- 2020年《石头开花》饰：吴非飞
- 2021年《雾中系铃人》饰：鲁江
- 2022年《勇敢的翅膀》饰：丰雷
- 2023年《薄冰》饰：井田裕太郎//井田裕次郎
- 2024年《我是刑警》饰：陶維志
- 2025年《真心英雄》饰：江紅濤
- 2025年《护宝寻踪》饰：齐大仓
- 待播中《康藏茶魂》 饰：程子君
- 待播中《独臂悍将》飾：贺炳炎
- 待播中《大道地》
- 待播中《树影迷宫》(网络剧)
- 待播中《惊变》饰：徐恩曾
- 待播中《家业》
- 待播中《南部·档案》(网络剧)

## 书籍
- 2000年：散文诗歌集《牧歌》
- 2002年：散文短册《那些雨水》
- 2003年：现代诗、散文集《在河套边缘行走》
- 2005年：古诗、短句、对联集《杂花诗册》
- 2005年：电影剧本《废琴》
- 2005年：电影剧本《山水情》
- 2005年：小说《计红梅》
- 2022年： 《人余集》

## 荣誉
- 1987年中国第二届童牛奖优秀表演奖
- 1987年法国巴黎第三届国际儿童电影节中方评委奖
- 2006年娱乐大典“最佳电影新人”男演员奖
- 2007年第七届华语电影传媒大奖最佳男主角奖（《天狗》）
- 2007年第十一届中国电影表演艺术学会奖（金凤凰奖表演协会大奖）
- 2007年第十二届中国电影华表奖优秀男演员奖（《天狗》）
- 2007年第二十六届中国电影金鸡奖最佳男主角奖（《天狗》）
- 2010年第23届中国电视金鹰奖最佳男演员奖提名
- 2010年华鼎奖“老百姓最喜爱的影视明星”